# OK-KS
OK-KS (003, OK-3M) – radziecki orbiter testowy zmontowany w 1982 r. używany do testów elektronicznych i elektrycznych oraz jako makieta. 
Orbiter był wyposażony w platformę elektronicznego systemu KEI. Również był wykorzystywany do testów zjawisk elektromagnetycznych (EMI). Obiekt był rozczłonkowany i nie stanowił całości. Do 1997 r. OK-KS znajdował się w fabryce Energii w miasteczku Korolow.